# Zdrobljena zrcala

Zdrobljena zrcala (1981) je avtobiografski roman Tarasa Kermaunerja.

## Vsebina

### V sanjskem srcu Ljubljane
V prvem delu knjige glavna oseba – pisatelj sam – predstavi sebe  in nekatere druge osebe v njegovem življenju. Piše osmrtnice, na začetku osmrtnico Toneta Habeta. Vrne se nazaj v čas in razlaga o prijateljevanju z njim in njegovim sinom Vladom. Sprašuje se o življenju, o sebi, odnosih in času. Z očetom nista imela najlepšega odnosa, saj se z njim ni mogel o ničemer pogovarjati, medtem ko mu je bilo s Habetovo družino bolj prijetno. Nato opisuje dogajanje 30 let kasneje in se sprašuje, kam ga je odneslo, kam ga žene. S Tonetom se večkrat pogovarjata v bifeju. V zadnjem delu poglavja opisuje Habetov pogreb.

### Pot čez vodo
Opisuje pot dveh popotnikov – sebe kot pripovedovalca in Maksa Marksa. Pripovedovalca naslika slikar Krištof, pripovedovalec analizira njegovo sliko in preko nje tudi sebe. Nato opiše še sliko, prav tako njegov portret, slikarja Marksa in opazi razlike med eno in drugo. Omeni druženje obeh slikarjev, njega in še dveh drugih ljudi. V zadnjem delu poglavja predstavi še prvega slikarja, torej Krištofa, njegovo psihično bolezen in svoj pogled nanj.

### Beli srebrni časi
Junak se spominja preteklih časov, otroških dni, staršev, primerja nekoč in danes. Zaželi si bolečine, ki bi po njegovem spremenila okoliščine. Spominja se svojega dobrega znanca Lužarja, analizira njegovo dramatiko glede na svoj svet, kasneje razmišlja o dramatiki in pisateljih na splošno. Na koncu se sprašuje, o kom sploh piše, o kom bi moral pisati in o kom v resnici je. Zgodbo zaključi z molitvijo oziroma prošnjo, naj svet nosi njega in ne obratno.

## Kritike
Zdrobljena zrcala so asociativno povezane sličice živečih in ne več živečih konkretnih oseb. V sanjskem srcu Ljubljane so to podobe Toneta Habeta, njegove družine, pisateljevega očeta in še mnogih. /.../ Seveda pa prinaša prav ta iskreni, nepotvorjeni erotično egocentrični odnos do upodobljenih oseb hkrati mnoge presenetljive in presunljive slike, ki so lahko uzrte samo iz takšne pozicije.

(Inkret 1981)
To se pravi, da gre v Zdrobljenih zrcalih /.../ za pisanje, ki sproti premišljuje, označuje in opredeljuje na način, ki ne pozna nobenih formalnih razmejitev, ampak to počne v organskih povezavah čutnega in racionalnega, skušenjskega in hipotetičnega, preteklega in sedanjega, opisujočega in refleksivnega. 

(Jančar 1981)
Razdrobljenost Kermaunerjevega dela torej ni posledica nedoslednosti, ampak je, nasprotno, avtorjeva metodološka nujnost, tako da je njegovo delo vseeno celota, celota razdrobljenih koščkov pač. /.../ Knjiga, ki jo je vredno vzeti v roke in ki je – zopet novost pri tem avtorju! – tudi izredno berljiva.

(Virk 1981)